# Партийно-правителствени резиденции в България 1944 – 1989
Партийно-правителствените резиденции, използвани от властта в Царство България в периода след 9 септември 1944 г. и в Народна република България в периода от 1946 г. до демократичните промени през 1989 г., наброяват повече от 40. Част от тях представляват бивши резиденции на заможни българи и на царското семейство. Много от тях са новопостроени, като през последните 25 години от управлението на Тодор Живков са построени около 21 резиденции. Тук са изброени някои от тях, съобразно съвременното административно-териториално деление на Република България.

## Област София

### Резиденции, построени преди 1944 г.
- Царския дворец[1] – гр. София. Построен като турски конак през 1873 г., преустрояван през 1880 – 1882 г., 1894 – 1896 г. и 1930 г. Резиденция на царското семейство до 1946 г. След падането на монархията дворецът за кратко е седалище на Министерския съвет, с помещение, пригодено за кабинет на министър-председателя Георги Димитров. Днес в него се помещават Националният музей на българското изобразително изкуство и Националният етнографски музей.
- Дворец „Врана“[2] – гр. София. Строен в периода 1904 – 1912 г. Основната резиденция на царското семейство след 1942 г. След 1946 г. там се настаняват Георги Димитров и Васил Коларов, по-късно – Вълко Червенков. Реституиран на царските наследници и дарен от тях на Столична община, днес паркът на двореца е отворен за посетители, като се предвижда сградата на двореца да се превърне в музей.
- Правителствена резиденция „Изток“[3] – гр. София. Национализирана бивша резиденция на княгиня Евдокия, част от нея реституирана на царските наследници и продадена от тях и от Столична община на частна строителна фирма – днес разрушена и застроена с луксозни сгради с апартаменти.
- Правителствена резиденция „Лозенец“[4] – гр. София. Национализирана бивша резиденция „Агрикола“ на братя Прошек. Днес се стопанисва от ИА „Военни клубове и военно-почивно дело“ към Министерство на отбраната.
- Резиденция в кв. Княжево, гр. София. Къща, в която до 1946 г. живее Георги Димитров.

### Резиденции, построени след 1944 г.
- Резиденция „Бояна“[5] – кв. Бояна, гр. София. Построена през 1974 г. като представителна резиденция на Държавния съвет. Днес комплексът приютява Националният исторически музей (Дом №1), правителствен жилищно-хотелски комплекс (Дом №2), както и няколко по-малки постройки (Домове №3 – 8). В резиденцията се помещава вилата на вицепрезидента, а в близост до нея са разположени вилите на държавния глава („Калина“) и на министър-председателя.
- Резиденция „Аглика“[6] – Витоша, над кв. „Драгалевци“, гр. София. Строена през 60-те години. Днес частен имот.
- Балнеоложка резиденция „Банкя“[7] – гр. Банкя. Държавна собственост, не се използва.
- Резиденция „Бистрица“[8] – с. Бистрица. Отдадена под наем за хотел на „Международен център за фирмено управление“ от правителството на Андрей Луканов.

## Софийска област

### Резиденции, построени преди 1944 г.
- Дворец „Царска Бистрица“[9] – Боровец, построен в периода 1898 – 1914 г. Национализиран след падането на монархията. Първоначално реституиран, а впоследствие отнет от царските наследници. Отворен за посещения.
- Планинска резиденция „Боровец“.[10] Резиденцията включва т. нар. „Регентска къща“, построена през 1941 г., в която са отсядали проф. Богдан Филов и ген. Никола Михов. През 1986 г. капацитетът ѝ е разширен с 4 бунгала. Впоследствие е почивна база на Министерския съвет, а сега е отдадена под наем.

Царските ловни хижи в Рила са национализирани след 1946 г., и са използвани както следва: „Саръгьол“, построена през 1912 – 1914 г. – като ловна хижа, стопанисвана от Българския ловно-рибарски съюз; „Ситняково“, построена през 1914 г. – като почивна станция на Съюза на българските писатели; „Овнарско“, построена през 1910 г. – като туристическа база, сега е разрушена.

### Резиденции, построени след 1944 г.
- Резиденция „Правец“[14] – гр. Правец. Строена през 1971 г. Днес е ловна резиденция на Държавно ловно стопанство „Правец“.
- Ловна резиденция „Арамлиец“[15] – с. Вакарел, община Ихтиман. Сега ДЛС „Арамлиец“. Включва 408 дка гора.
- Ловна резиденция „Търсава“[16] – с. Ябланица, община Своге. Строена през 1979 – 1980 г. Днес е къща за гости, предлагаща възможност за лов и риболов.
- Резиденция „Средна гора“[17] – в района на Челопеч. Използвана от Вълко Червенков. Придобита е от „Дънди Прешъс Металс“, заедно с рудник „Челопеч“.

## Област Благоевград
- Планинска резиденция „Банско“[18]. Строена през 1983 г. След демократичните промени е почивна база на Министерския съвет, а след това хотел „МС Банско“.
- Резиденция „Свети Врач“[19] – гр. Сандански. Тя е построена през 1985 година за прием и обслужване на правителствени делегации. Паркът на резиденцията е озеленен с редки представители на местната екзотична флора, има обширно изкуствено езеро и тенис корт. Днес е хотелски комплекс.
- Резиденция „Бачиново“[20] – Благоевград. Вече не съществува, на нейно място е построен комплекс от жилищни сгради.

## Област Бургас
- Морска резиденция „Перла“[21] – гр. Приморско, открита през 1978 г. Днес не се използва, има планове за строеж на курортен комплекс на територията ѝ.
- Почивна база „Приморско“[22] – гр. Приморско – Построена през 1966 г. Днес е почивна станция на Министерския съвет, хотел „Праймъри“.
- Морска резиденция „Чайка“[23] – к.к. „Слънчев бряг“, строена през 1968 г. Приватизирана и преустроена като част от хотелски комплекс „Чайка ризорт“.
- Почивна база на Министерския съвет[24] в к.к. „Слънчев бряг“.
- Резиденция[25] – гр. Созопол. Използвана е национализирана 200-годишна къща. В сградата сега се помещава Етнографският музей на града.

## Област Варна

### Резиденции, построени преди 1944 г.
- Дворец Евксиноград[26] – гр. Варна. Строителството на двореца и парка е започнато още през 19 в. при княз Александър, по-късно е построена и „Фердинандовата къща“. Основна морска резиденция на царското семейство, след това правителствена. През 50-те години в комплекса са построени почивните домове „Тунела“ и „Манастира“, в следващите десетилетия са добавени вилите „Слънчевото бунгало“, „Магнолия“, „Кипарис“ и „Чинар“, както и 16 бунгала. Сега комплексът е почивна правителствена резиденция.

### Резиденции, построени след 1944 г.
- Почивна база „Св. св. Константин и Елена“[27] в к.к. „Св. св. Константин и Елена“ – строена през 1959 г. Днес е база на Министерския съвет.
- Морска резиденция – Комплекс на ЦК и МС[28], днес „Слънчев ден“ в к.к. „Дружба“ (дн. „Св. св. Константин и Елена“). Старите хотели са строени в края на 70-те години. Сега е частен хотелски комплекс. През април 2015 г., в инцидент по време на незаконно разрушаване на един от хотелите с цел презастрояване, загиват четирима работници.
- Морска резиденция „Оазис“[29] (дн. „Ривиера“) – к.к. „Златни пясъци“, открита през 1956 г. с хотел „Оазис“, който е и първият хотел в курорта. Следват хотелите „Империал“ (1976 г.), „Нимфа“ и „Лотос“. Сега е частен хотелски комплекс, като е построен още един хотел.
- Ловен дом [30]. Сега част от ДЛС „Шерба“.

## Област Велико Търново
- Резиденция „Арбанаси“[31] – с. Арбанаси. Проектирана и построена през 1975 г. резиденция на Тодор Живков. До 1991 г. комплексът е правителствена резиденция, след което започва да функционира като хотел. През 2001 г. е напълно обновен в луксозен петзвезден бутиков хотел „Арбанаси Палас“.
- Вила[32] на Окръжен народен съвет на БКП – с. Вонеща вода. Построена през 1971 г. Сега е частен спа хотел.

## Област Видин
- Резиденция в гр. Видин[33].

## Област Враца
- Резиденция „Турканица“[34] – гр. Враца. Построена около 1976 г., в чест на 100-годишнината от Ботевата епопея. Днес е частна собственост.

## Област Габрово
- Ловна резиденция „Мазалат“[35], построена през 1986 г. в местност Лъгът, Централна Стара планина, община Севлиево. Днес е ловна резиденция към ДЛС „Росица“, няма връзка с настоящото ДЛС „Мазалат“.

## Област Добрич
- Резиденция в гр. Добрич[36]. Днес на територията на парка има частен хотел, разсадник и зоопарк.
- Морска резиденция в Дуранкулашкото езеро[37] – с. Дуранкулак. Представлява единична постройка на Малкия остров в езерото, до която се е стигало чрез понтонен мост. Сега е частна собственост.
- Морска резиденция „Шабла“[38] – с. Езерец. Построена през 1970 г. Състои се от основна сграда с 6 апартамента, наречена „Добруджански двор“, и от 2 луксозни къщи. Днес е почивна база на Министерския съвет.
- Ловна резиденция „Диана“[39] край гр. Тервел. Построена през 1978 г. Сега е частен ловен клуб „Диана“.
- Ловен дом „Кьостата“[40] край гр. Тервел. Сега се ползва от ДЛС „Тервел“.

## Област Кърджали
- Резиденция край гр. Кърджали[41]. Сега хотелски комплекс „Резиденция“.

## Област Кюстендил
- Резиденция „Ючбунар“[42] край гр. Кюстендил. Построена през 1977 г. В началото на 2015 г. е продадена от община Кюстендил на частен собственик.

## Област Ловеч
- Вила на ОК на БКП[43] - гр. Ловеч.
- Вила на Окръжния народен съвет - с. Сливек.
- Резиденция на Тодор Живков - с. Соколово.
- Резиденция „Къпинчо“[44] - гр. Троян.
- Изоставена вила[45], близо до х. Бенковски.
- Хижа Чоканя[46], ползвана като вила на Добри Джуров. Сега частна вила „Кордела“.

## Област Монтана
- Резиденция „Расника“[47] на брега на язовир „Огоста“. Сега почивна база на Министерство на вътрешните работи.

## Област Пазарджик
- Ловна резиденция „Беглика“[48] – Родопите. Сега ДЛС „Беглика“ до гр. Батак.
- Балнеоложка резиденция[49] – гр. Велинград. Сега почивна база на Министерския съвет и на Народното събрание.
- Резиденция на ЦК на БКП – гр. Велинград[50]. Сега хотел „Велина“.
- Резиденция край гр. Пазарджик[51]. Сега хотел „Фазанария“.
- Ловна резиденция при язовир Широка поляна[52]. Ползва се от ДЛС „Широка поляна“.

## Област Перник
- Ловна резиденция „Студена“[53] до язовир Студена, сега ДЛС „Витошко – Студена“.

## Област Пловдив

### Резиденции, построени преди 1944 г.
- Дворец Кричим [54] – с. Куртово Конаре. Построен в периода 1905 – 1936 г. при царете Фердинанд и Борис III. След 1946 г. е национализиран и използван за ловна резиденция от членовете на БКП и на правителството. След демократичните промени исковете за реституция на царските наследници са отхвърлени, продължава да е държавна собственост.
- Дворец „Къщата“[55] в гр. Баня. Построен през 1929 г. като лятна вила на царското семейство, национализиран след 1946 г. Реституиран на царските наследници, като през 2014 г. е обявена от тях за продажба.

### Резиденции, построени след 1944 г.
- Ловна резиденция „Карамуш“[56] – гр. Лъки, Западни Родопи. Сега част от ДЛС „Кормисош“.
- Балнеоложка резиденция „Магнолия“[57] – гр. Хисаря. Открита през 1984 г., балнеоложка резиденция. Сега е база на Министерския съвет.
- Резиденция в с. Нареченски бани[58]. След промените е лечебно – възстановителна база на Министерския съвет. Затворена.
- Ловна резиденция „Чекерица“ [59]. Сега част от ДЛС „Тракия“.
- Резиденция „Бузлуджа“ [60]. Строена като правителствен почивен дом, по-късно стопанисвана от ГУСВ, сега е хотел „Еделвайс“.
- Резиденция край Първенец [61]. Придобита от Делян Пеевски като винарна "Старата изба".

## Област Разград
- Ловна резиденция „Воден“[62] край гр. Исперих. Сега към ДЛС „Воден – Ири Хисар“. Включва 8128 xa с дъбови гори, примесени с цер, липа, благун и акация. Ловят се зубър, черен щъркел, благороден елен, дива свиня, елен-лопатар, муфлон, чакал, див заек, лисица, дива котка, вълк и др.

## Област Русе
- Резиденция Лесопарк „Липник“[63] край гр. Русе. Построена през 1981 г. около честванията „1300 години България“. Два от апартаментите са били предназначени за Тодор Живков и Николае Чаушеску. Сега е частна собственост, като се предвижда да се превърне в луксозен старчески дом.

## Област Силистра
- Ловна резиденция „Ири Хисар“[64], община Главиница. Построена през 1973 г. Днес е част от ДЛС „Воден – Ири Хисар“. Площ от 6366 ха.
- Резиденция до село Ветрен[65]. Сега се ползва като почивен дом от общ. Силистра.

## Област Сливен
- Ловна резиденция[66] край гр. Сливен. От 1990 г. до 2010 г. вече бившата резиденция функционира като хотелски комплекс ,,Шато Алпиа’’. През 2011 г. хотелският комплекс преустановява работа, а бившата резиденция е продадена на софийска фирма, чието име не става известно в публичното пространство и от тогава до ден днешен е частен имот. .
- Ловна хижа „Елените“[67], северно от гр. Твърдица. Сега се стопанисва, въз основа на концесия, от фирмата „Балкан хънтинг“.

## Област Смолян
- Планинска резиденция „Орлица“[68] в Пампорово. Сега почивна база на Министерския съвет.

## Област Стара Загора
- Ловна резиденция „Трънково“[69]. Сега се ползва от ДЛС „Мазалат“.

## Област Търговище
- Ловни домове „Еленово“[70], „Голямо градище“[71] и „Славяново“. Стопанисват се от ДЛС „Черни Лом“.

## Област Шумен
- Недовършена резиденция „Висока поляна“[72].
- Ловна резиденция „Паламара“[73]. Сега част от ДЛС „Паламара“.

## Област Ямбол
- Резиденция „Дом за отдих“[74] край гр. Ямбол, местност Бакаджика. Днес е частна собственост.